# クレア統監
クレア統監（クレアとうかん、英語: Lord Lieutenant of Clare）は、イギリスの官職。統監の1つで、クレア県を担当する。1831年首席治安判事（アイルランド）法（Custos Rotulorum (Ireland) Act 1831）により、Governor職を置き換える形で設立され、クレア首席治安判事も兼任する。1922年に建国したアイルランド自由国では統監が任命されなくなったが、法律自体は残り、1983年制定法整理法で正式に廃止された。

## 一覧
- 1831年10月7日 – 1843年5月11日：ウィリアム・ヴィジー＝フィッツジェラルド閣下（英語版）（のち第2代フィッツジェラルド＝ヴィジー男爵）[3]
- 1843年5月 – 1872年3月22日：第5代準男爵サー・ルーシャス・オブライエン（のち第13代インチクィン男爵）[3]
- 1872年5月28日 – 1879年1月：チャールズ・ウィリアム・ホワイト閣下（英語版）[3]
- 1879年1月13日 – 1900年4月9日：第14代インチクィン男爵エドワード・オブライエン[3]
- 1900年8月20日 – 1909年10月3日：ヘクター・ステュアート・ヴァンデリア[3]
- 1910年10月7日 – 1922年：第4代準男爵サー・マイケル・オロックレン[3]